# (1904) Massevitch
(1904) Massevitch (1972 JM; 1949 JH; 1951 XN; 1958 JA; 1962 CE; 1965 YH; 1971 BF) ist ein Asteroid des Hauptgürtels, der am 9. Mai 1972 von Tamara Michailowna Smirnowa im Krim-Observatorium entdeckt wurde. Auf Vorschlag der Entdeckerin wurde er nach der russischen Astronomin A.G. Massewitsch (1918–2008) benannt.
Mit dem gleichzeitig benannten Asteroid (1905) Ambartsumian (1972 JZ) wurde auch A.G. Massewitschs früherer Mentor, Wiktor Hambardsumjan (Ambartsumian), geehrt.